# Альвбоге, Йон
Йон Руне Альвбоге (швед. John Rune Alvbåge, 10 августа 1982, Тошланда, коммуна Гётеборг, лен Вестра-Гёталанд) — шведский футболист, вратарь клуба «Сарпсборг».

## Клубная карьера
Начал играть в родном городе в команде «Тошланда». В 18-летнем возрасте подписал контракт с клубом «Вестра Фрёлунда» и дебютировал в шведском высшем дивизионе. В 2003 году перешёл в «Эребру».
В 2005 году Альвбоге провёл полсезона в «Гётеборге», но не смог вытеснить из состава вратаря-ветерана Бенгта Андерссона. В июле того же года он за 2,5 миллиона датских крон перешёл в датский «Виборг», в воротах которого сменил вратаря сборной Дании Йеспера Кристиансена. В июле 2008 вернулся в «Эребру».
Перед стартом сезона 2012 возвратился в «Гётеборг», где стал основным вратарём.
В январе 2017 года было объявлено об аренде Альвбоге в клуб-дебютант MLS «Миннесота Юнайтед» до 15 июля 2017 года с опцией продления ещё на 18 месяцев. 3 марта 2017 года он вышел в стартовом составе в дебютном матче «Миннесоты Юнайтед» в MLS, в гостевой игре против «Портленд Тимберс», в которой пропустил в свои ворота 5 мячей. В следующем матче 12 марта против «Атланты Юнайтед» вратарь получил травму колена в результате столкновения с одноклубником Джермейном Тейлором и выбыл из строя на несколько недель. После этого он потерял место в створе ворот, проиграв конкуренцию Бобби Шаттлуорту. По окончании срока «Миннесота» не стала далее продлевать аренду и игрок вернулся в «Гётеборг».
В августе 2017 года Альвбоге отправился в аренду в норвежский клуб «Стабек».
В январе 2018 года Альвбоге перешёл в клуб чемпионата Кипра «Омония». Летом 2018 года был отдан в аренду клубу «Неа Саламина».
В марте 2019 года Альвбоге вернулся на родину, подписав контракт на один сезон с клубом Аллсвенскана «Сириус». По окончании сезона 2019 покинул клуб.

## Международная карьера
Выступал за молодёжную (до 21 года) сборную Швеции, участвовал в молодёжном чемпионате Европы 2004 года. Альвбоге сыграл 4 товарищеских матча за сборную Швеции (первый — 23 января 2006 года) и был в заявке сборной на чемпионате мира 2006.
| Матчи за национальную сборную | Матчи за национальную сборную | Матчи за национальную сборную | Матчи за национальную сборную | Матчи за национальную сборную | Матчи за национальную сборную |
| №                             | Дата                          | Соперник                      | Тип матча                     | Счёт                          | Примечания                    |
| ----------------------------- | ----------------------------- | ----------------------------- | ----------------------------- | ----------------------------- | ----------------------------- |
| 1                             | 23 января 2006                | Иордания                      | ТМ                            | 0:0                           | 90 минут                      |
| 2                             | 25 мая 2006                   | Финляндия                     | ТМ                            | 0:0                           | заменён на 46'                |
| 3                             | 18 января 2007                | Эквадор                       | ТМ                            | 1:2 (0:2)                     | заменён на 46'                |
| 4                             | 28 января 2009                | Мексика                       | ТМ                            | 1:0 (0:0)                     | 90 минут                      |

ТМ — товарищеский матч

## Достижения
Клубные
- Обладатель кубка Швеции: 2014/15